# Imperial Klans of America
Imperial Klans of America, Knights of the Ku Klux Klan (IKA) ist eine rassistische Organisation, die dem originalen Ku-Klux-Klan (KKK) nachempfunden ist. Sie wurde 1996 gegründet und galt bis 2008 als zweitgrößte KKK-Organisation. Das Zahlenkürzel für den Klan ist 33/6 (3-mal der 11. Buchstabe des Alphabets = 33 = KKK, die 6 steht für die 6. Dynastie des Klans).

## Organisation
Ron Edwards, der sich in der Nachfolge von Nathan Bedford Forrest, William Joseph Simmons, Samuel Green, Hiram Wesley Evans und David Duke als sechster Anführer des originalen Ku-Klux-Klan sieht, führte die IKA lange Jahre als Imperial Wizard an. Er bezeichnet sich selbst als eine Mischung aus Skinhead, Neonazi und Kluxer. Sein Sohn Steven Edwards ist Anführer der Skinhead-Gruppierung Supreme White Alliance. Auf Grund eines Gerichtsverfahrens trat er 2008 von der Führung zurück und vermachte seinen gesamten Besitz seinem Sohn.
Edwards Ansehen litt sehr stark darunter, dass er 2010 wegen Handels mit Methamphetamin verhaftet wurde. Er wurde zu einer vierjährigen Haftstrafe verurteilt und sitzt seit 2011 im Gefängnis.
Der IKA versteht sich als unorganisierte Miliz und behauptet von sich auf der Verfassung der Vereinigten Staaten zu beruhen. Das Hauptquartier des Klans befindet sich in Dawson Springs, Kentucky und unterhält Klaverns in Australien, Kanada, England, Schottland, Südafrika, Südamerika sowie in Europa.
Die IKA beruht zwar auf alten Ku-Klux-Klan-Traditionen, arbeitet aber auch verstärkt mit der rechtsextremen Skinhead-Szene zusammen. Eine jährliche Veranstaltung ist das „Nordic Fest“. Neben zahlreichen Redebeiträgen und Kulthandlungen treten auch US-amerikanische Rechtsrock-Größen wie Max Resist, Intimidation One, Final War sowie H8Machine auf.
2008 berichtete der Fernsehsender National Geographic unter dem Titel Inside American Terror über den Klan und 2009 widmete History eine Folge von Gangland dem IKA.

## Verbrechen im Zusammenhang mit dem Klan

### Gruver v. IKA
Im Juli 2006 verprügelten Mitglieder des Klans Jordan Gruver, einen 16-Jährigen panamanischer Abstammung auf einem Jahrmarkt in Kentucky. Im Februar 2007 wurden die IKA-Mitglieder Jarred Hensley und Andrew Watkins zu drei Jahren Haft verurteilt. Das Southern Poverty Law Center strebte eine Zivilklage gegen Ron Edwards und die IKA an. Am 14. November 2008 sprach eine Jury Gruver Summe von 1,5 Millionen Dollar an Schadensersatz und weitere 1 Million Dollar als Wiedergutmachung zu.
Während das Verfahren lief, erhielt das SPLC mehrere Drohungen. Hal Turner, ein bekannter Supremacist und Talkshow-Gastgeber, war Verfasser eines dieser Drohschreiben. Ein ehemaliges Mitglied des Klans sagte gegenüber dem Gericht aus, dass ihm Geld angeboten wurde, um Morris Dees – den Leiter Southern Poverty Law Center – umzubringen.

### Geplanter Anschlag auf Obama
Im Zuge der Präsidentschaftswahl in den Vereinigten Staaten 2008 agierte der Klan gegen Barack Obama. In den Hochburgen des Klans wurden Schlingen auf Schulhöfen verteilt und vor den Türen schwarzer College-Professoren aufgehängt. Zudem kam es zu Demonstrationen mit Waffenattrappen. Kurz nach der Wahl wurden zwei Anhänger des Klans verhaftet, die geplant hatten Obama zu töten und ein Massaker an mehr als 100 Schwarzen zu verüben.